# Iàmides
Els iàmides (grec antic: Ἰαμίδαι) foren una família o genos d'endevins originària d'Olímpia, a l'antiga Grècia. Es deia que descendien d'Íam, un heroi d'Olímpia. Un altre dels primers membres mítics d'aquesta família era Eumantis (Εύμαντις 'el bon endeví').
Íam era fill d'Apol·lo i net de Posidó i s'havia instal·lat a Olímpia o el seu pare li va atorgar el do de la profecia, o, tal com ho diu Píndar, "escoltava la veu que no coneix cap engany". Íam va esperar que arribés Hèracles a Olímpia per fundar els Jocs Olímpics, i va romandre a la ciutat fent prediccions oraculars.
Els iàmides, a l'oracle d'Olímpia, es transmetien els càrrecs de sacerdot de Zeus i el d'oracle per via hereditària. Les consultes es realitzaven al gran altar de Zeus, mitjançant l'observació de les entranyes dels animals sacrificats o també per l'empiromància, la predicció a través de l'observació del foc mentre cremaven les víctimes. Píndar, que dedica la VI de les seves odes Olímpiques a Agèsies membre dels iàmides, pel seu triomf en la competició del carro amb mules l'any 468 aC, i que va morir a Siracusa dos anys després assassinat en una revolta, parla de les tècniques endevinatòries que utilitzaven ell i la seva família. Diu que miraven les ofrenes quan s'estaven cremant i temptejaven els designis de Zeus per si tenia algun oracle sobre els homes que s'esforcen dins dels seus cors per aconseguir recompensa per les seves virtuts i descans després de les fatigues. Un escoliasta afegeix que també treien presagis de les pells dels animals sacrificats, que examinaven i dissecaven seguint un procediment especial.
Però els iàmides van ser més coneguts com a profetes que exercien lliurement la seva professió. Els primers iàmides van ser Eumantis, Teocle, Tisis, Epèbol i Manticle. Posteriorment la família es va dispersar en diverses branques i els seus membres es van instal·lar en llocs diferents. A Olímpia hi va haver membres de la família fins al segle ii dC. A l'Arcàdia van ser coneguts Enees, Trasibul i Agèsies. A Esparta hi va haver Tisamen, Agèloc, Àgies i Sicaris. A Messènia Tèocle, Manticle i Epèbol. A Siracusa, Agèsies, i a la Magna Grècia, Càl·lies.